# 東洋町

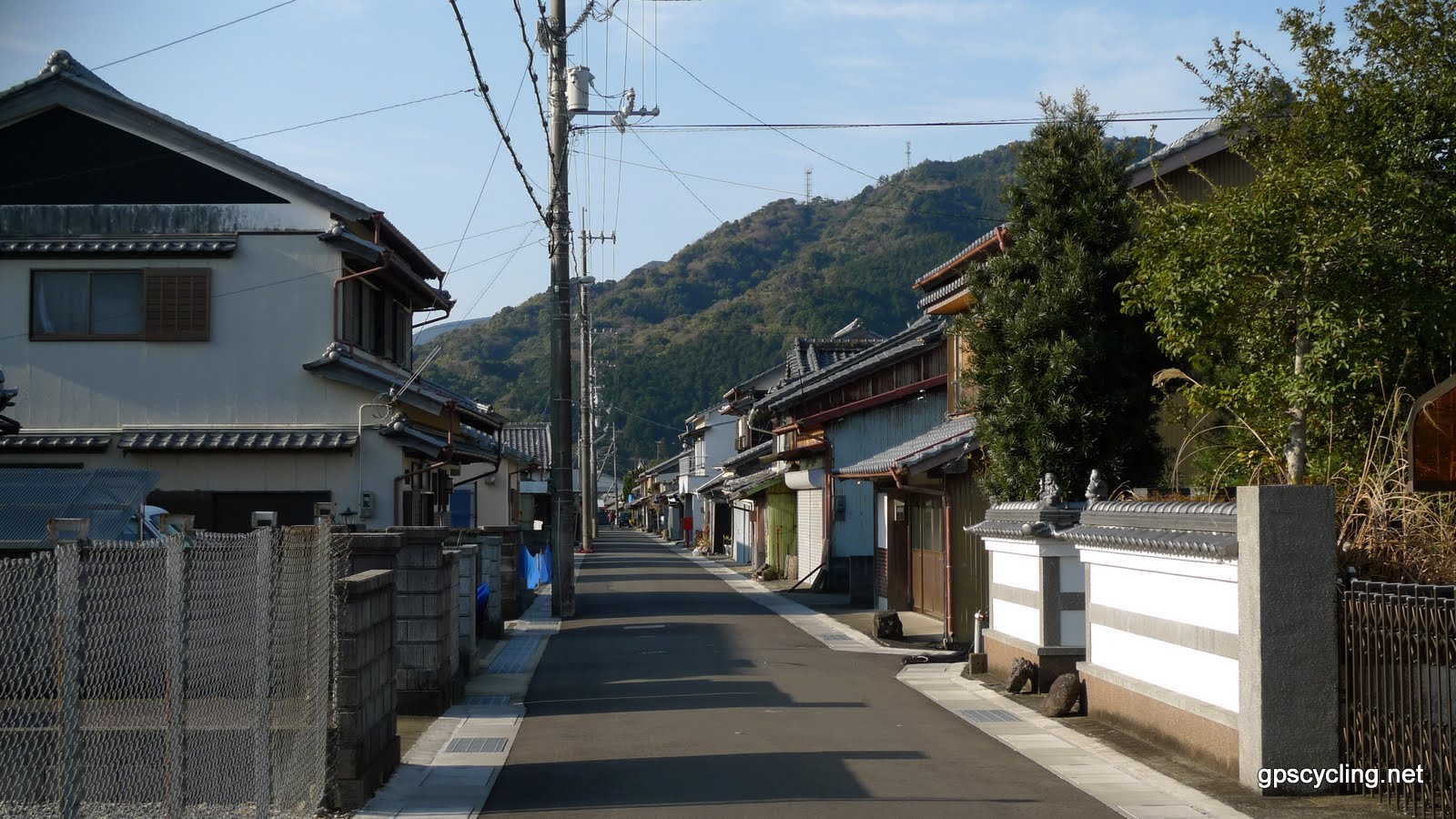
野根の街並み

東洋町（とうようちょう）は、高知県東部の安芸郡に属する町。徳島県と接する高知県内最東端の自治体である。

## 概要

土佐東街道（野根の南側）。野根から南はこのような険しい地形が続く

室戸阿南海岸国定公園のほぼ中央に位置しており、町域は野根川沿いに広がっている。太平洋に面したリアス式海岸が広がり、海岸段丘の地形で山々が海に迫る。今後発生が予見されている南海トラフ巨大地震の際には、町内の海岸に最大13mの津波が到達することが予想されている。海岸沿いの帯状の平地に国道55号（東土佐街道）が通り、沿線に集落がある。産業は水産業のほか、林業や果樹栽培。かつてはカツオ漁や捕鯨も行われ、現在では沿岸漁業が主。野根川上流は多雨地域で近世から良材を産した。

## 地理

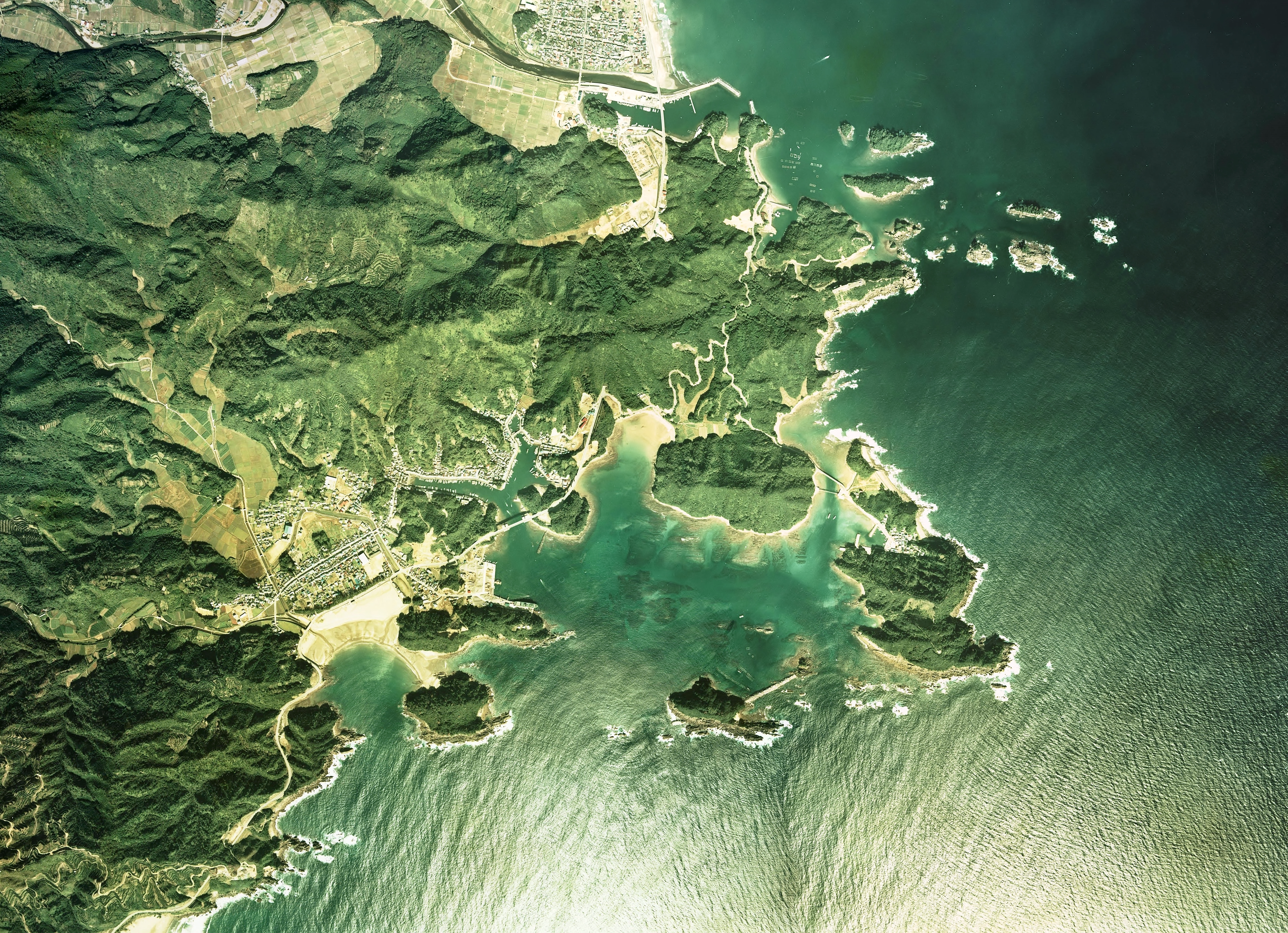
甲浦港付近の空中写真。画像中央の市街地が甲浦である

### 地形

#### 山地
主な山
- 野根山

主な峠
- 古目峠
- 四郎ヶ野峠

#### 河川
主な川
- 河内川
- 野根川
- 別役川

#### 島嶼
主な島
- 赤葉島
- 葛島
- 二子島

### 人口
| |                                        |  |
| 東洋町と全国の年齢別人口分布（2005年） | 東洋町の年齢・男女別人口分布（2005年） |  |
| ■紫色 ― 東洋町 ■緑色 ― 日本全国 | ■青色 ― 男性 ■赤色 ― 女性              |  |
| 東洋町（に相当する地域）の人口の推移 \| 1970年（昭和45年） \| 5,812人 \| \| \| 1975年（昭和50年） \| 5,216人 \| \| \| 1980年（昭和55年） \| 4,943人 \| \| \| 1985年（昭和60年） \| 4,708人 \| \| \| 1990年（平成2年） \| 4,413人 \| \| \| 1995年（平成7年） \| 4,068人 \| \| \| 2000年（平成12年） \| 3,744人 \| \| \| 2005年（平成17年） \| 3,386人 \| \| \| 2010年（平成22年） \| 2,947人 \| \| \| 2015年（平成27年） \| 2,584人 \| \| \| 2020年（令和2年） \| 2,194人 \| \| |                                        |  |
| 総務省統計局 国勢調査より |                                        |  |
| 1970年（昭和45年） | 5,812人                                |  |
| 1975年（昭和50年） | 5,216人                                |  |
| 1980年（昭和55年） | 4,943人                                |  |
| 1985年（昭和60年） | 4,708人                                |  |
| 1990年（平成2年） | 4,413人                                |  |
| 1995年（平成7年） | 4,068人                                |  |
| 2000年（平成12年） | 3,744人                                |  |
| 2005年（平成17年） | 3,386人                                |  |
| 2010年（平成22年） | 2,947人                                |  |
| 2015年（平成27年） | 2,584人                                |  |
| 2020年（令和2年） | 2,194人                                |  |

### 隣接自治体
高知県
- 室戸市
- 安芸郡北川村

徳島県
- 海部郡海陽町

## 歴史

### 沿革
昭和
- 1959年（昭和34年）7月1日 - 安芸郡甲浦町・野根町が合併して発足。

合併時に町役場の位置で紛糾し、2年交代で野根と甲浦に設置し、4年後に決定することとした。しかしながら町役場問題は1963年にも解決せず、その後も分町問題が度々持ち上がり、1985年に現在の役場ができるまで、町役場が甲浦と野根を数年交代で相互に移動していた。
町名もなかなか決まらず、高知県が間に入って東洋町と命名された。町名の由来は「東に太平洋を望む町」である。
- 1964年（昭和39年）11月17日 - 町章を制定。

## 行政

### 町役場
- 東洋町役場（東洋町大字生見）

### 町長
| 代位 | 人                        | 町長氏名   | 任期                      | 任期                      | 肩書き           | 所属政党 | 備考                |
| 代位 | 人                        | 町長氏名   | 就任年月日                | 退任年月日                | 肩書き           | 所属政党 | 備考                |
| ---- | ------------------------- | ---------- | ------------------------- | ------------------------- | ---------------- | -------- | ------------------- |
|      |                           | 田嶋裕起   | 1996年（平成8年）7月26日  | 2000年（平成12年）7月25日 | 元町議会議員     | 無所属   | （1期）             |
|      | 2000年（平成12年）7月26日 | 田嶋裕起   | 2004年（平成16年）7月25日 | （2期）                   | 元町議会議員     | 無所属   |                     |
|      | 2004年（平成16年）7月26日 | 田嶋裕起   | 2007年（平成19年）4月5日  | （3期）                   | 元町議会議員     | 無所属   |                     |
| -    | -                         |            | 2007年（平成19年）4月6日  | 2007年（平成19年）4月22日 | 町副町長         | 無所属   | 町長職務執行者      |
|      |                           | 沢山保太郎 | 2007年（平成19年）4月22日 | 2011年（平成23年）4月21日 | 元室戸市議会議員 | 無所属   | 投票率89.26%（1期） |
| -    | -                         |            | 2011年（平成23年）4月22日 | 2011年（平成23年）4月24日 | 総務課長         | 無所属   | 町長職務執行者      |
|      |                           | 松延宏幸   | 2011年（平成23年）4月24日 | 2015年（平成27年）4月23日 | 元町教育長       | 無所属   | 投票率82.66%（1期） |
|      | 2015年（平成27年）4月26日 | 松延宏幸   | 2019年（平成31年）4月25日 | 投票率71.14%（2期）       | 元町教育長       | 無所属   |                     |
|      | 2019年（平成31年）4月26日 | 松延宏幸   | 2023年（令和5年）4月25日  | 投票率78.85%（3期）       | 元町教育長       | 無所属   |                     |
|      |                           | 長崎正仁   | 2023年（令和5年）4月26日  | 2027年（令和9年）4月25日  | 元町副町長       | 無所属   | 無投票（1期）       |

### 副町長
| 代位 | 人 | 副町長氏名 | 任期                      | 任期                       | 肩書き   | 所属政党 | 備考 |
| 代位 | 人 | 副町長氏名 | 就任年月日                | 退任年月日                 | 肩書き   | 所属政党 | 備考 |
| ---- | -- | ---------- | ------------------------- | -------------------------- | -------- | -------- | ---- |
|      |    | 大坂哲也   | 2011年（平成23年）6月17日 | 2015年（平成27年）6月16日  | 元町職員 | 無所属   |      |
|      |    | 光本速雄   | 2015年（平成27年）6月17日 | 2019年（令和元年）6月16日  | 元町職員 | 無所属   |      |
|      |    | 長崎正仁   | 2019年（令和元年）6月26日 | 2022年（令和4年）10月31日? | 元町職員 | 無所属   |      |
|      |    | 伊吹真貴博 | 2023年（令和5年）5月23日  | 2027年（令和9年）5月22日   | 元町職員 | 無所属   |      |

### 核最終処分場問題
2007年（平成19年）、田嶋裕起町長（当時）が高レベル放射性廃棄物最終処分場の候補地選定に向けた文献調査を町議会に諮らないまま原子力発電環境整備機構に申請していた。このことは「ワイド!スクランブル」が最初に取り上げたことから発覚した。
推進派と反対派で町政が混乱し、橋本大二郎高知県知事（当時）や、隣接する徳島県の飯泉嘉門知事も反対し、機構理事長の山路亨に対し直接受理の撤回を求めるなどの状況のなか、田嶋が「町民の真意を問いたい」として4月5日に辞職したことに伴う4月22日投開票の出直し町長選挙では、反対派の沢山保太郎が田嶋の2倍以上の票を得て初当選。4月23日に応募撤回を表明、原子力発電環境整備機構側もこれを承認したが、町民同士の間に出来た溝が埋まらなかったため、その時期に行われる予定だった五社神社大祭が初めて中止になった。
また、最終処分場に積極的誘致をしようとした田島毅三夫町議の解職（リコール）を反対派住民が求めて署名を集めた際に請求代表者の中に公務員が含まれていたことで住民の署名簿を無効としたことの取り消しを求めた東洋町議リコール訴訟が起こった。

## 議会

### 町議会
- 定数：9人
- 任期：2022年1月30日 - 2026年1月29日

### 衆議院
- 選挙区：高知1区（高知市（西部の一部を除く）、室戸市、安芸市、南国市、香南市、香美市、安芸郡、長岡郡、土佐郡）
- 任期：2021年10月31日 - 2025年10月30日
- 当日有権者数：310,468人
- 投票率：53.50％（前回比：+4.79%）

| 当落 | 候補者名 | 年齢 | 所属党派                             | 新旧 | 得票数    | 得票率 | 推薦・支持 | 重複 |
| ---- | -------- | ---- | ------------------------------------ | ---- | --------- | ------ | ---------- | ---- |
| 当   | 中谷元   | 64   | 自由民主党                           | 前   | 104,837票 | 64.32% | 公明党推薦 | ○    |
|      | 武内則男 | 63   | 立憲民主党                           | 前   | 50,033票  | 30.70% |            | ○    |
|      | 中島康治 | 42   | NHKと裁判してる党 弁護士法72条違反で | 新   | 4,081票   | 2.50%  |            | ○    |
|      | 川田永二 | 86   | 無所属                               | 新   | 4,036票   | 2.48%  |            | ×    |

- 武内は第48回は比例単独で当選。

## 対外関係

### 姉妹都市･提携都市

#### 国内
姉妹都市
- 守口市（大阪府）
  - 1981年（昭和56年）姉妹都市提携締結。

## 施設

### 警察
- 室戸警察署甲浦駐在所・野根駐在所

### 消防
- 室戸市消防署東洋出張所（東洋町生見）

### 医療
主な病院
- 寿美医院

### 図書館
- 東洋町立図書館

### 郵便局
- 甲浦郵便局
- 野根郵便局
- 生見簡易郵便局

## 経済

### 第一次産業

#### 農業
- 柑橘
  - ポンカン
  - 小夏

#### 漁業
- 塩干物

## 教育

### 中学校
- 東洋町立甲浦中学校[5]
- 東洋町立野根中学校[5]

### 小学校
- 東洋町立甲浦小学校[5]
- 東洋町立野根小学校[5]

### 保育園
- 甲浦保育園

### 廃校
- 高知県立室戸高等学校甲浦分校（1949年4月1日開校 - 1999年3月31日閉校）
- 高知県立室戸高等学校野根分校（1952年4月1日開校 - 1972年年3月31日閉校）
- 東洋町立川口中学校（1979年3月31日閉校。東洋町立野根中学校へ統合）[注釈 2]
- 東洋町立川口小学校（1950年野根小川口分教場から名留川小分教場へ移管[6]、1956年独立、1979年3月31日閉校。東洋町立野根小学校へ統合）
- 東洋町立甲浦小学校生見分校（1990年3月31日閉校）[7]
- 東洋町立名留川小学校（2005年3月31日休校、2008年3月31日閉校）[8]

## 交通

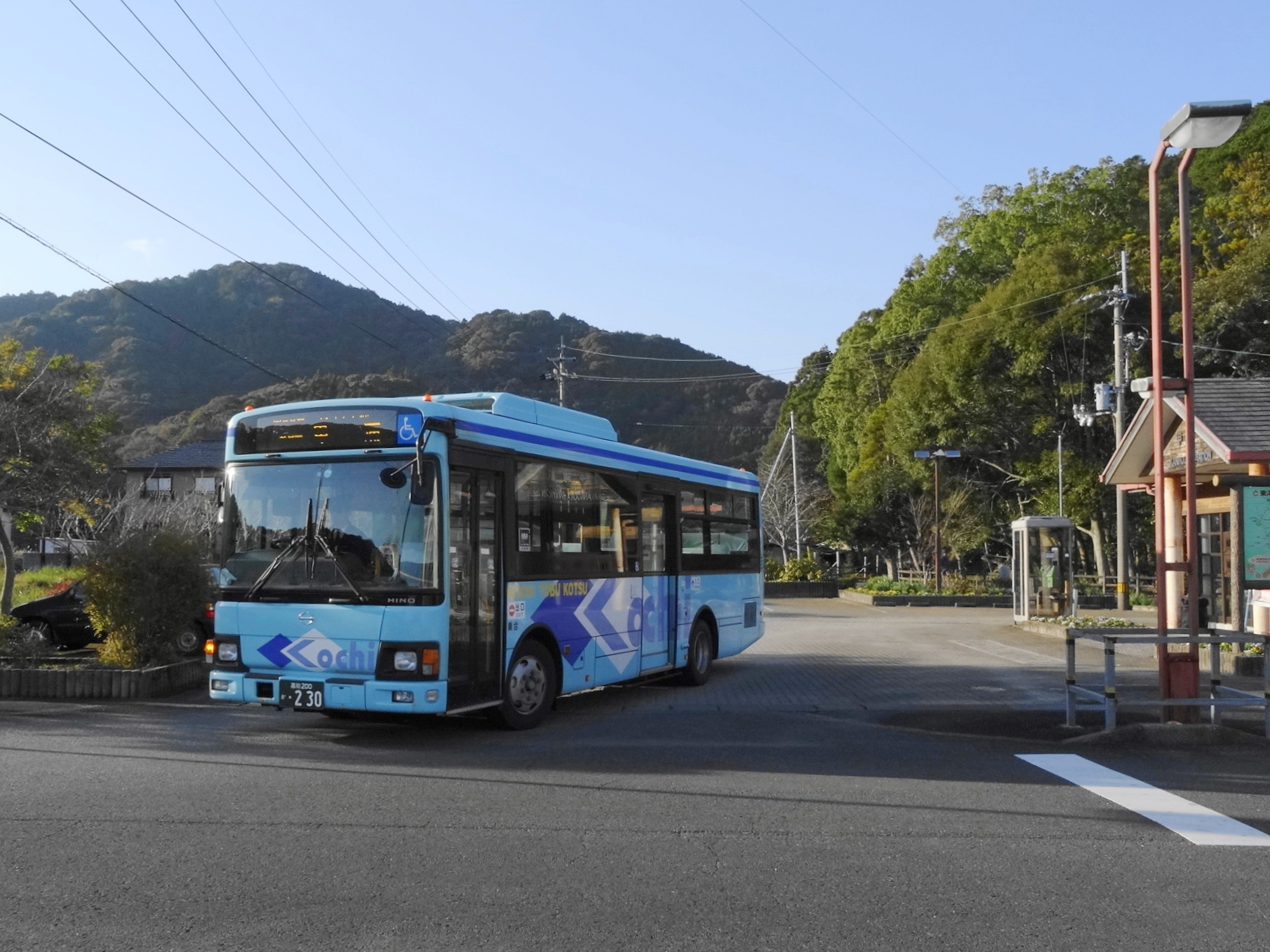
高知東部交通 甲浦駅乗り入れ時代

### 空港
町内に空港はない。最寄りの空港は、以下のとおりである。
高知龍馬空港（南国市）
徳島空港（徳島県松茂町）

### 鉄道
町内を阿佐海岸鉄道阿佐東線が通るが、鉄道駅は設置されていない。
かつては終点である甲浦駅が置かれていたが、デュアル・モード・ビークル（DMV）への転換以後はバスと列車の切り替え点である甲浦信号場のみが町内に置かれ、旧甲浦駅の機能はバス停である甲浦駅停留所に移行したが、高知東部交通および徳島バス南部との乗り換えは海の駅東洋町に改められた。
なお、日本国有鉄道阿佐線が計画され、町内の区間は1971年に海部駅 - 野根駅（仮称）間の工事実施計画が認可されたものの、1992年に海部駅 - 甲浦駅間は阿佐海岸鉄道として開業した一方、甲浦駅以遠は開業せず未成線となった。

### バス

#### 路線バス
- 高知東部交通
  - 甲浦岸壁 - 海の駅東洋町 - 東洋町役場 - 野根 - 室戸岬 - 三津坂トンネル - 室戸 - 室戸営業所
- 徳島バス南部
  - 海の駅東洋町 - 甲浦口 - 宍喰駅 - 海部駅 - 牟岐駅
- 阿佐海岸鉄道阿佐東線
  - 阿波海南文化村 - 阿波海南駅 - （海部駅）-（宍喰駅）- 甲浦駅 - 海の駅東洋町 - 道の駅宍喰温泉

#### 高速バス
- 徳島バス
  - 高速バス: 室戸・野根・生見（東洋町役場）・甲浦 - 阿南駅 - 高速舞子・大阪駅（ハービス大阪）・なんば高速バスターミナル
予約制。大阪側は南海バス、阪神バスで受け付ける。
（※甲浦 - 阿南駅間相互のみ予約無しでの途中乗降可能）

### 道路

#### 高速道路
高速自動車国道
なし。
地域高規格道路
地域高規格道路は町内を通過していないが、阿南安芸自動車道の計画（阿南 - 安芸西IC間）があり、町内には甲浦インターチェンジが河内付近に、野根インターチェンジが野根付近にそれぞれ設置される予定である。

#### 国道
- 国道55号
- 国道493号

#### 県道
一般県道
- 徳島県道・高知県道101号船津野根線
- 高知県道201号甲浦港線
- 高知県道391号甲浦インター線

#### 道の駅
- 東洋町

### 航路

#### 港湾
- 甲浦港
  - 神戸港、大阪南港、高知港、あしずり港への定期航路があったが、現在は廃止されている。

## 観光

### 名所･旧跡
主な寺院
- 明徳寺 - 四国八十八箇所霊場番外札所。
- 玉泉寺
- 浄念寺
- 宝寿寺
- 万福寺

明徳寺（東洋大師）

- 法界上人堂 - 土中入定を果たしたと云われる法界上人を祀ったお堂。

主な神社
- 磯部神社
- 恵比須神社
- 春日神社
- 甲浦八幡宮 - 太刀踊り「ひよこち踊り」（旧暦8月14日・3年に一度開催）が県の無形民俗文化財に指定されている。
- 高良神社
- 熊野神社 - 「トントコ祭り」（旧暦9月9日）御輿が御座船にのり、沖合いに浮かぶ二子島まで向かう。大漁旗をなびかせた供船のパレードが壮観。
- 五社神社 - 春祭り（4月29日） みこしと飾り提灯に彩られただんじりが祭りを盛り上げる。
- 西山神社
- 野根八幡宮
- 妙見宮

#### 集落活動センター
- 甲浦集落活動センターなぎ[9]

### 観光スポット

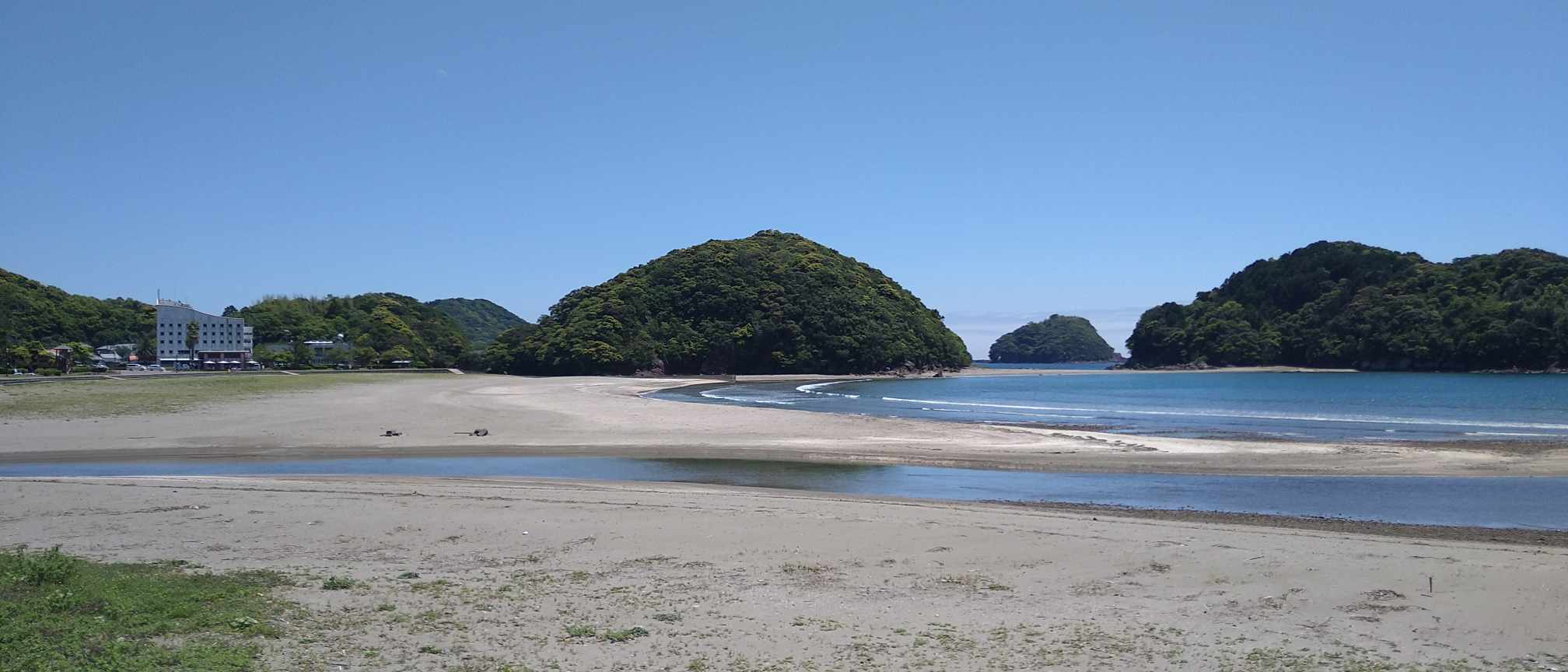
白浜海水浴場

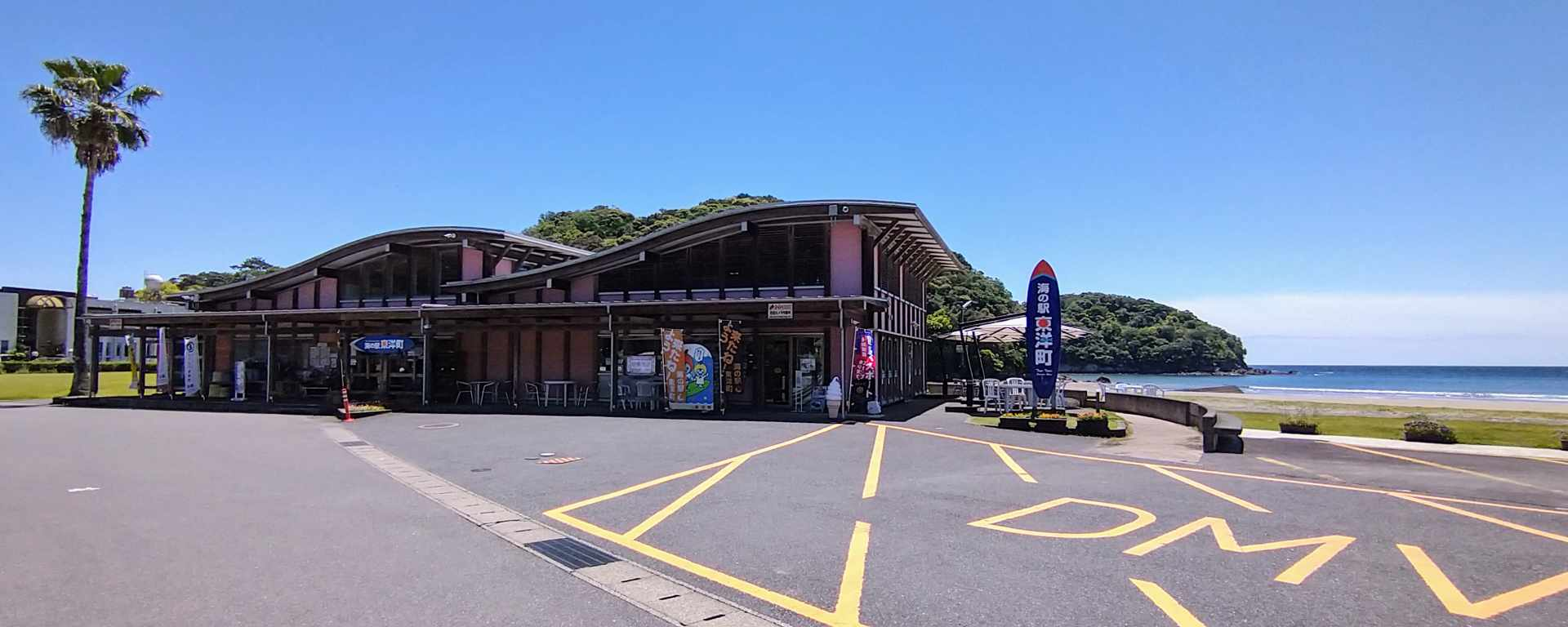
道の駅東洋町

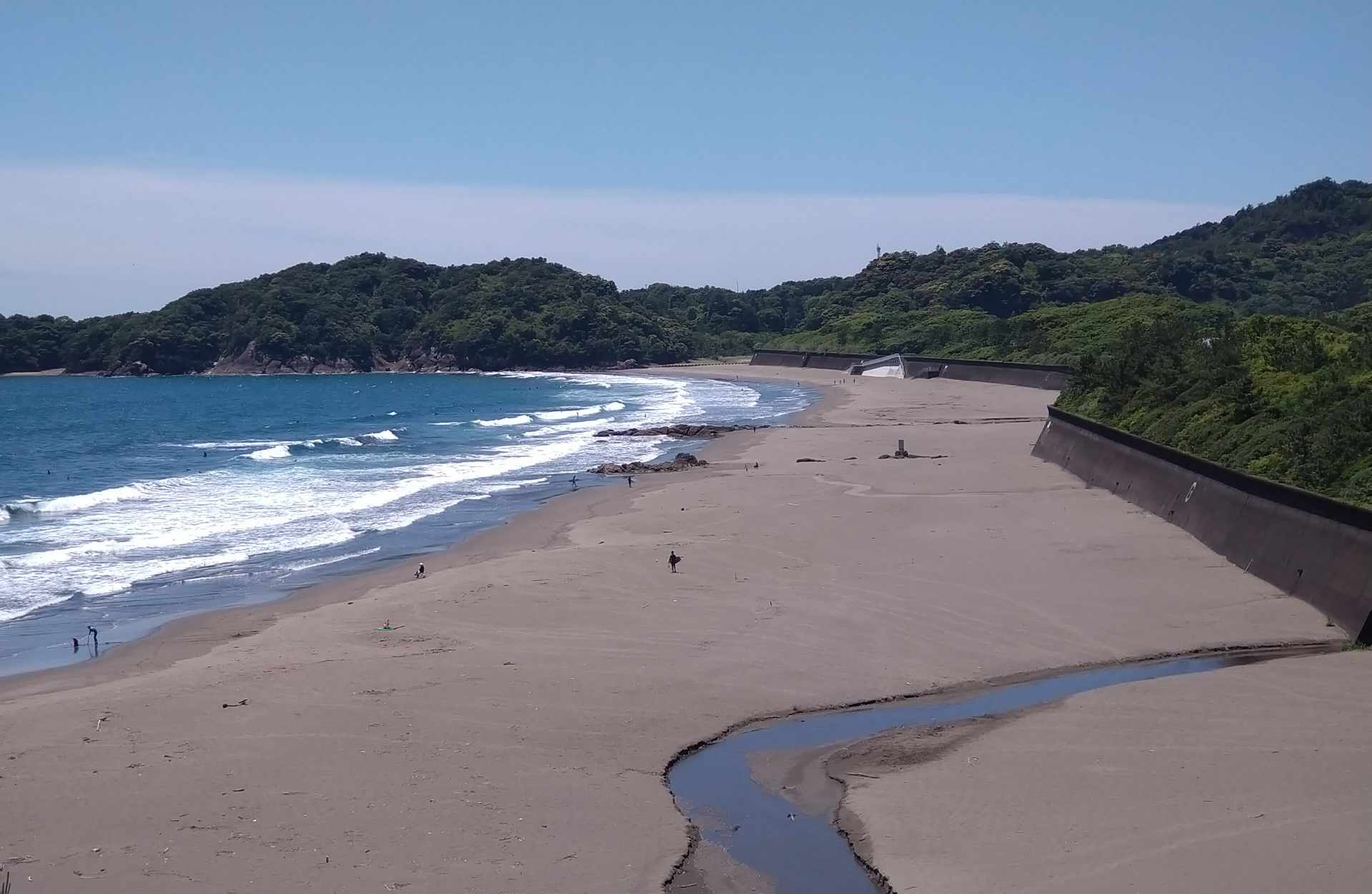
サーフィンの生見海岸

- 白浜海水浴場
遠浅の海水浴場として夏場は賑わう。ホテル・駐車場・シャワー施設・トイレ有り。

- 道の駅東洋町[10]
東洋町の鮮魚や干物を販売しており、レストランもある。白浜海水浴場と国道55号に隣接している。

- 生見海岸
離岸流の恐れがあるため一般遊泳は禁止。日本有数のサーフスポットとして多くのサーファーがやってくる。サーフィン大会の会場にもなっている。
- 野根山街道
奈良時代養老年間に整備された街道で、奈半利町と東洋町野根を尾根伝いに結ぶ。現在は「四国のみち」環境省ルートとして整備されている。行程約36km、高低差約1,000mの歩道。

## 文化・名物

### 祭事・催事
- 野根八幡宮「流鏑馬」（10月第1日曜日）
- 春日神社「流鏑馬」（旧暦9月17日）
- 五社神社「だんじり祭り」（※2023年は5月3日4日に開催）
- 甲浦八幡宮大祭（旧暦8月14日※現在では新暦で近い日曜に行うことがある）※「ひよこち踊り」は3年に一度開催
- 東洋町生見アマチュアサーフィン選手権大会

### 名産・特産
- ポンカン（みかんの一種）、小夏、ポンカン加工品
- 野根まんじゅう
- 塩干物
- こけらずし

## 出身関連著名人

### 政治家
- 中島弥団次（立憲民政党所属衆議院議員（6期））
- 浜田豪太（高知県香南市長（1期）。元高知県議会議員（2期））

### 学者
- 久隆浩（工学者、近畿大学総合社会学部教授）

### 芸能
- 円広志（歌手・作曲家・タレント）

### スポーツ
- 篠原龍馬（競輪選手）